# AS Gendarmerie Nationale
El AS Gendarmerie Nationale es un equipo de fútbol de Yibuti que juega en la Primera División de Yibuti, la liga de fútbol más importante del país.

## Historia
Fue fundado en el año 2002 en la capital Yibuti y es el club que representa al ejército de Yibuti, y ha sido campeón de la Primera División de Yibuti en 2 ocasiones, así como un título de copa y uno de supercopa.
A nivel internacional es el primer equipo de Yibuti en participar en la Liga de Campeones Árabe en la edición 2004/05, en la cual fueron eliminados en la primera ronda por el Al-Hilal FC de Arabia Saudita. También participó en la Copa Confederación de la CAF 2018, con lo que es el primer equipo de Yibuti en participar en el torneo.

## Palmarés
- Primera División de Yibuti: 2

2004, 2005
- Copa de Yibuti: 1

2017
- Supercopa de Yibuti: 1

2009

## Participación en competiciones internacionales

### UAFA
- Liga de Campeones Árabe: 1 aparición

2004/05: primera ronda

### CAF
| Temporada | Torneo                       | Ronda      | Club     | Casa | Visita | Global |
| --------- | ---------------------------- | ---------- | -------- | ---- | ------ | ------ |
| 2018      | Copa Confederación de la CAF | Preliminar | Simba SC | 0-1  | 0-4    | 0-5    |